# Topsentia pachastrelloides
Topsentia pachastrelloides är en svampdjursart som först beskrevs av Topsent 1892.  Topsentia pachastrelloides ingår i släktet Topsentia och familjen Halichondriidae. Inga underarter finns listade i Catalogue of Life.